# Solution du Pacifique

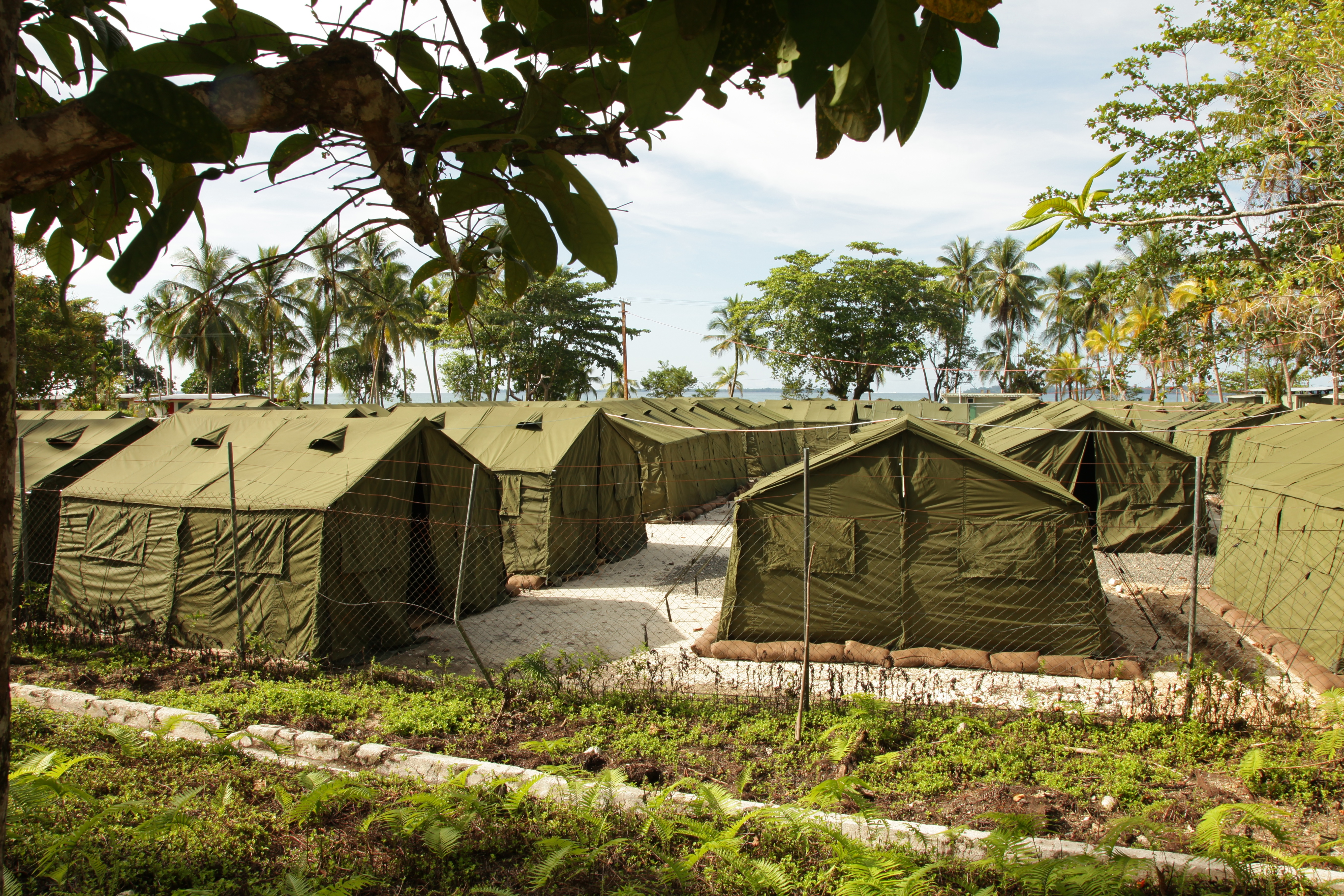
Camp de rétention pour les migrants sur l'île de Manus.

La « solution du Pacifique », en anglais Pacific Solution, était une politique d'immigration australienne mise en place entre 2001 et 2007 et qui consistait à reléguer en dehors du territoire australien des demandeurs d'asile arrivant par voie maritime et cherchant à immigrer en Australie.
Ces demandeurs d'asile en Australie étaient détenus dans des centres de transit sur l'île de Nauru et dans la base navale de Lambrum à Manus (Papouasie-Nouvelle-Guinée) dans l'attente du traitement de leur demande d'asile. En échange de l'accueil de ces demandeurs d'asile, Nauru recevait d'importants subsides financiers de la part de l'Australie. Cette politique fut officiellement mise en place en août 2001. Les derniers demandeurs d'asile relégués à Nauru furent des Sri-Lankais et des Birmans en 2006 et 2007. En 2012, une politique identique est rouverte, bien qu'elle ne soit pas officiellement étiquetée « Solution du Pacifique ». L'Operation Sovereign Borders, initiée en 2013, s'inscrit dans sa continuité.

## Affaire duTampaet mise en place
La mise en place de la solution du Pacifique est provoquée par l'« affaire du Tampa ». Le 26 août 2001, au large de l'île australienne de Christmas dans l'océan Indien, le MV Tampa, un navire-cargo norvégien, se porte au secours d'un bateau de pêche indonésien en détresse transportant 433 migrants afghans et irakiens en route pour l'Australie. Le Tampa se voit alors refuser le droit d'accoster en Australie pour y déposer les naufragés ce qui constitue une infraction au droit de la mer qui, dans de telles situations, impose à l'État le plus proche d'accueillir les naufragés. L'Australie prend alors contact avec plusieurs États du Pacifique (la Nouvelle-Zélande, Nauru, la Papouasie-Nouvelle-Guinée, Kiribati, les îles Fidji, le Timor oriental et les Palaos) pour qu'ils acceptent les réfugiés sur leur territoire, l'Australie se chargeant des coûts de construction des camps et de prise en charge des réfugiés. Ceux-ci seront finalement envoyés à Nauru et à Manus.
À Nauru, deux constructions existantes situées dans le district de Meneng sont aménagées en camps : le stade Meneng situé sur le plateau est réservé aux Irakiens et la résidence présidentielle (State House) pour les Afghans.
Par la suite, d'autres clandestins arrivés par voie maritime seront redirigés vers ces deux îles. À la fin janvier 2002, l'Australie avait ou voulait envoyer 2 350 demandeurs d'asile dans des centres de rétention à l'étranger. Il était question d'augmenter la capacité d'accueil du camp de Manus contenant déjà 216 personnes pour lui permettre d'en accueillir 800 autres. L'île australienne de Christmas accueillit aussi des réfugiés, mais il ne leur était pas permis d'obtenir la nationalité australienne. Finalement, ce seront environ 1 550 réfugiés au total qui seront retenus sur Nauru (1 118 réfugiés) et Manus (446 réfugiés) au 30 janvier 2002,. À la fin avril 2006, la plupart d'entre eux ont obtenu l'asile en Australie ou dans d'autres pays (130 en Nouvelle-Zélande), mais ils sont remplacés par 83 Sri-Lankais .
Le coût de la solution du Pacifique pour les années 2003 et 2004 s'élève à 15,5 millions de dollars australiens prélevés sur les 69,9 millions de dollars australiens du budget de l'Agence australienne pour le développement international. Les coûts de maintenance des centres de Nauru et de Papouasie-Nouvelle-Guinée sont estimés à 27 millions de dollars australiens, dont 24, uniquement pour Nauru.

## Contestations et fin
La solution du Pacifique a rapidement été dénoncée par des instances internationales. Dès mai 2002, le Haut-Commissariat des Nations unies aux droits de l'homme et le Groupe de travail des Nations unies sur la détention arbitraire ont mené une enquête sur les pratiques de l'Australie en matière d'accueil des demandeurs d'asile. Les conclusions ont été sévères, parlant même d'atteinte à la dignité humaine.
Des protestations de réfugiés ont aussi eu lieu au sein des camps. Ainsi, en décembre 2002, des Afghans de Nauru entament une grève de la faim, certains allant jusqu'à se coudre les lèvres. En août 2007, des Sri-Lankais à Nauru entament eux aussi une grève de la faim. Ils dénoncent l'incertitude totale dans laquelle ils se trouvent, et craignent d'être détenus indéfiniment.
En 2007, un rapport dénonce la « Solution du Pacifique » pour son coût exorbitant : un milliard de dollars australiens en cinq ans, cinq fois plus que si les demandeurs d'asile avaient été maintenus sur territoire australien,. La même année, le journaliste iranien d'origine kurde Behrouz Boochani, incarcéré à Manus, met en lumière les conditions de détention des demandeurs d'asile, dans son film Chauka, Please Tell Us the Time.
En décembre, le nouveau Premier ministre australien Kevin Rudd annonce que son gouvernement va mettre fin à la « Solution du Pacifique » dans les plus brefs délais. Les sept demandeurs d'asile birmans et 74 des Sri-Lankais encore présents à Nauru seront accueillis en Australie,. Quant au centre de Manus en Papouasie-Nouvelle-Guinée, il était déjà inusité. Toutefois, le gouvernement nauruan s'inquiète, craignant de voir s'évaporer l'aide financière que lui apportait Canberra. Le 8 février 2008, les derniers détenus sur Nauru, un groupe de vingt-et-un Sri-Lankais, s'envolent pour l'Australie, mettant un terme à la « solution du Pacifique ».

## Relance

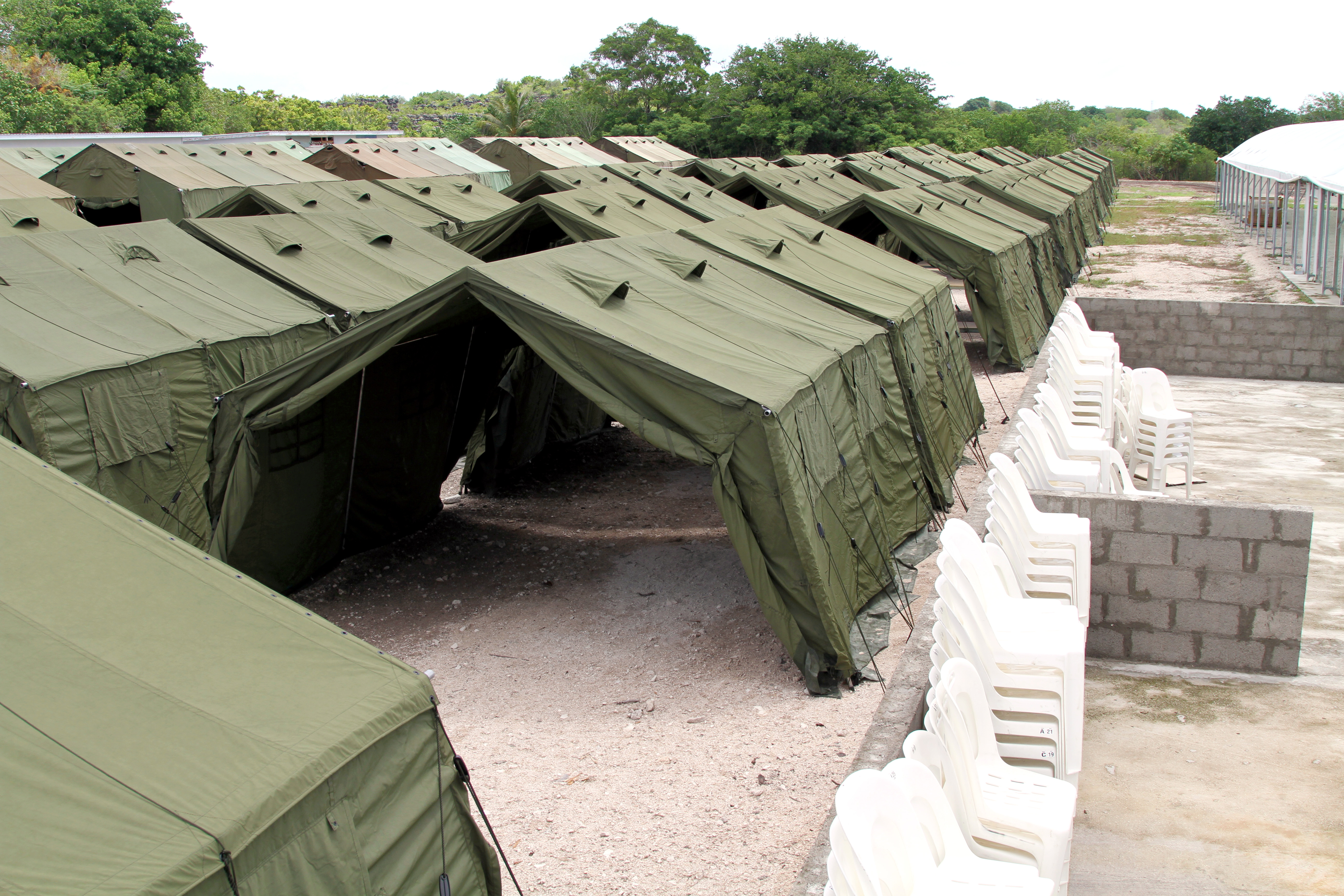
Camp de rétention pour les demandeurs d'asile sur l'île de Nauru.

Le 13 août 2012, sous la pression de l'opposition et la menace de perdre les élections législatives de 2013, le gouvernement travailliste de Julia Gillard réintroduit (sans la nommer) la « solution du Pacifique » à l'encontre des demandeurs d'asile arrivés sans visa par voie maritime. Le 14 septembre, les premiers demandeurs d'asile arrivés par bateau, trente Sri-Lankais, sont transférés dans un camp de rétention à Nauru et logés provisoirement dans des tentes militaires, l'objectif affiché étant de dissuader la venue de boat-people.
Le 19 juillet 2013, les premiers ministres australien et papou-néo-guinéen, Kevin Rudd et Peter O'Neill, annoncent que désormais tout demandeur d'asile arrivant en Australie par bateau clandestin serait expédié en Papouasie-Nouvelle-Guinée, dans le camp de l'île Manus, où sa demande serait examinée par les autorités papoues-néo-guinéennes. Les clandestins étant de « vrais réfugiés » obtiendraient l'autorisation de rester en Papouasie-Nouvelle-Guinée, mais non pas en Australie. Pour la première fois (et en amont d'élections législatives), les autorités australiennes annoncent ainsi qu'aucun clandestin, quelle que soit sa situation, ne pourra s'installer en Australie. Kevin Rudd précise que cet interdit a une visée humanitaire, afin d'éviter les noyades en haute mer des clandestins. En contrepartie, l'Australie accroît l'aide au développement qu'elle fournit à la Papouasie-Nouvelle-Guinée, notamment dans les secteurs de la santé et de l'éducation. Le 3 août, Nauru, sous son président Baron Waqa, accepte à son tour (en échange d'une aide financière) d'accueillir de manière permanente des réfugiés politiques arrivés clandestinement en Australie par bateau. Le  gouvernement nauruan précise toutefois que ces éventuels immigrés ne pourront pas être naturalisés nauruans.
Kevin Rudd et les travaillistes perdent les élections législatives de 2013. Le nouveau premier ministre Tony Abbott, du Parti libéral, modifie et poursuit la politique de son prédécesseur, l'appelant désormais « opération Frontières souveraines ». Il s'agit désormais d'intercepter les bateaux en mer et de les contraindre à retourner à leur port de départ.
Le 26 avril 2016, la Cour suprême de la Papouasie-Nouvelle-Guinée juge illégal le centre australien de détention de migrants sur l'île de Manus, et ordonne au gouvernement de Papouasie-Nouvelle-Guinée de le fermer dans les plus brefs délais. La Cour juge ce centre contraire au droit à la dignité humaine protégé par la Constitution. Le 17 août, le gouvernement australien s'engage à fermer le centre de réfugiés sans préciser de date.